# 萧虚烈
蕭虚烈（10世纪?—11世纪?），虚烈又作屈烈、虚列，汉名善宁。辽国后族。契丹审密人。辽兴宗时北府宰相。萧惠的弟弟。
辽圣宗统和二十八年（1010年）萧虚烈任临海军节度使。开泰五年（1016年），以殿前都点检充都监，跟随北院枢密使耶律世良出兵攻高丽国，在郭州西破高丽军。后再跟随北院枢密使蕭合卓、东平郡王萧排押两次出兵侵高丽，都兵败而还。辽兴宗重熙年间，历任侍中、南院统军使、辽兴军节度使，封为辽西郡王。重熙二十一年（1052年），封为郑王，拜北府宰相。辽兴宗遗诏命令蕭虚烈为武定军节度使。